# Okwahu United FC
El Okwahu United es un equipo de fútbol de Ghana que milita en la Primera División de Ghana, la segunda liga de fútbol más importante del país.

## Historia
Fue fundado en la ciudad de Nkawkaw, en la Región Este de Ghana y su logro más importante ha sido ganar la Copa de Ghana en 1986, y han perdido 2 finales de la copa.
A nivel internacional han participado en 1 torneo continental, la Recopa Africana 1987, en la que fueron eliminados en la segunda ronda por el Entente II de Togo.

### Arreglo de Partidos
El club es más conocido por el escándalo de arreglo de partidos ocurrido en el año 2007 mientras formaba parte de la Primera División de Ghana en un partido jugado el 11 de abril de ese año ante el Nania FC, el cual perdieron a propósito 0-31 luego de que se comprobó de que 11 jugadores y 5 miembros del cuerpo técnico recibieron 50 millones para vender el partido.
La Asociación de Fútbol de Ghana sancionó al club descendiéndolo a la Tercera División de Ghana y a los 11 jugadores y 5 miembros del cuerpo técnico con un año de suspensión y no poder jugar en la temporada del 2008 según los reglamentos de la Federación.

## Palmarés
- Copa de Ghana: 1

1986
- - Finalista: 2

1996/97, 2000
- Ghana Telecom Gala: 0
  - Finalista: 1

1989/90

## Participación en competiciones de la CAF
| Temporada | Torneo          | Ronda | Club       | Casa | Visita | Global |
| --------- | --------------- | ----- | ---------- | ---- | ------ | ------ |
| 1987      | Recopa Africana | 1     | AS Kalamu  | 2-0  | 1-1    | 3-1    |
| 1987      | Recopa Africana | 2     | Entente II | 0-0  | 0-2    | 0-2    |

## Gerencia
- Presidente:  Alhaji Sulley
- Gerente general:  John Amponsah
- Director deportivo:  Atta Kakra

## Entrenadores

### Entrenadores destacados
- Cecil Jones Attuquayefio (1988-1989)
- Stephen Agburi (2012-)